# Leptochiton nierstraszi
Leptochiton nierstraszi is een keverslakkensoort uit de familie van de Leptochitonidae. De wetenschappelijke naam van de soort is voor het eerst geldig gepubliceerd in 1981 door Leloup.